# Corzuela
Corzuela è una città argentina della provincia di Chaco ed è capoluogo del dipartimento di General Belgrano.